# Всемирци
Всемирци (болг. Всемирци) — село в Болгарии. Находится в Пазарджикской области, входит в общину Велинград. Население составляет 336 человек.

## Политическая ситуация
В местном кметстве Света-Петка, в состав которого входит Всемирци, должность кмета (старосты) исполняет Муса Мехмед Мандраджиев (Зелёные) по результатам выборов.
Кмет (мэр) общины Велинград — Иван Георгиев Лебанов (независимый) по результатам выборов.